# Mexitrichia catarinensis
Mexitrichia catarinensis är en nattsländeart som beskrevs av Oliver S. Flint Jr. 1974. Mexitrichia catarinensis ingår i släktet Mexitrichia och familjen stenhusnattsländor. Inga underarter finns listade i Catalogue of Life.